# Zi Ran Men
Zi Ran Men o ziranmen (en chino tradicional, 自然門; en chino simplificado, 自然门; pinyin, 'zìránmén'; Wade-Giles, 'tzu-jan men'; literalmente "el estilo ziran natural"), conocido también como boxeo natural, es un estilo interno de arte marciales del norte de China que es enseñado en conjunto con qigong y técnicas de respiración. Este estilo remonta su linaje al Enano Xu, que lo basó en la antigua filosofía taoísta. Du Xin Wu el siguiente portador del linaje, sirvió de guardaespaldas a Sun Yat-sen, en aquel entonces el presidente provisional de la República de China. Wu le enseñó este arte marcial a su hijo mayor Du Xiu Si y a Wang Laisheng un prominente artista marcial del siglo XX.

## Filosofía
El Zi Ran Men basa su filosofía en la antigua filosofía taoísta, la medicina tradicional china y, la más importante, la filosofía del "Uno  el Cero". Combina el entrenamiento físico, Qigong, meditación y técnicas de combate. A través del entrenamiento el Zi Ran Men aumenta el espíritu de la mente, regula el chi y desarrolla la sensibilidad. Según los practicantes, cuando tu cuerpo está en armonía vivirás una vida larga y saludable.

## Teoría del Zi Ran Men
动静无终， 变化无端， 虚虚实实， 自然而然。Esta es la teoría detrás del arte del Zi Ran Men que se traduce como:
"No hay principio ni fin para el movimiento (implicando ambos acción física y avance). El cambio es constante y variable. Usa la suavidad como un fuerte poder, y si es aplicada exitosamente, [el verdadero poder] viene naturalmente"

## Qigong Zi Ran Men
El Qigong es de primera importancia en el Zi Ran Men. Está dividido en dos partes: entrenamiento físico y técnicas de combate. Estos dos componentes se hallan combinados para un solo propósito, aumentar la salud del cuerpo y de la mente.

## Técnicas de combate
Inicialmente los practicantes aprenden ciertas formas y siguen ciertas reglas. A través de la práctica, estos movimientos tienden a volverse naturales. Cuando este nivel es alcanzado, puedes combatir exitosamente. Los métodos de lucha del Zi Ran Men siguen las reglas de lo natural -aplicar las técnicas sin ningún pensamiento, los movimientos vienen de la nada.

## Postura
Cuando se está quieto, la postura se asemeja a un antiguo general chino sosteniendo una tabla de decretos, esta postura es conocida es conocido como "Bao Bei Shu".Cuando nos movemos los pies mantienen la forma de la letra "T" las manos adoptan la forma de "Manos Fantasmas".

## Combatiendo al enemigo
Esquiva el ataque. Contrataca cuando su fuerza se agote,antes de que tenga tiempo de recuperarse. Muévete cuando el enemigo se mueva, ataca cuando el ataque. Usa la situación, sé ligero y rápido. Ataca su defensa interna, defiéndete de su ataque interno, ambos real y aparente.